# Aeroportul Saidor
Aeroportul Saidor (IATA: SDI, ICAO: AYSD) este un aeroport din Madang Province⁠(d), Papua Noua Guinee.
Situat la o altitudine de 23 m, aeroportul dispune de o singură pistă.